# Salem Al-Dawsari
Salem Al-Dawsari (Jeddah, 19 augustus 1991) is een Saoedi-Arabisch voetballer die als middenvelder speelt.

## Clubcarrière
Al-Dawsari speelde in de jeugd voor Al-Hilal waar hij in 2011 in het eerste team kwam. Met zijn club werd hij in 2017 landskampioen en bereikte hij in 2014 en 2017 de finale van de AFC Champions League. Begin 2018 werd hij in het kader van een samenwerking tussen de Saoedi-Arabische voetbalbond en de Liga de Fútbol Profesional met het oog op de Saoedische deelname aan het wereldkampioenschap voetbal 2018 verhuurd aan Villarreal CF. In de laatste wedstrijd van het seizoen, uit tegen Real Madrid, mocht Al-Dawsari een half uur invallen.

## Interlandcarrière
Hij speelde op het wereldkampioenschap voetbal onder 20 - 2011. Al-Dawsari debuteerde op 29 februari 2012 voor het Saoedi-Arabisch voetbalelftal in de wk-kwalificatiewedstrijd uit tegen Australie (4-2 nederlaag) waarin hij scoorde. Hij maakte deel uit van het Saoedische team op het Aziatisch kampioenschap voetbal 2015 en het wereldkampioenschap voetbal 2018.
Hij nam ook deel aan het WK 2022, en droeg bij aan een grote verrassing door in de eerste wedstrijd van zijn land het winnende doelpunt tegen Argentinië te scoren.